# Enciclopedia del Cristianismo en los Estados Unidos
La Enciclopedia del Cristianismo en los Estados Unidos (en inglés: Encyclopedia of Christianity in the United States) es una enciclopedia de cinco volúmenes publicada por Rowman & Littlefield en 2017 y editada por George Thomas Kurian y Mark A. Lamport. Es considerada una obra de referencia exhaustiva sobre la historia del cristianismo en los Estados Unidos.
Ha recibido comentarios favorables de Robert Wuthnow, Leigh E. Schmidt y Edward C. Mallinckrodt, Gary Laderman y Goodrich C. White, Laurie Maffly-Kipp y John C. Danforth, Anglican & Episcopal History, George Marsden, Christianity Today, Booklist, y Library Journal.
La Enciclopedia del Cristianismo en los Estados Unidos fue seleccionada uno de los Libros Notables de 2016.